# Лайер, Леопольд
Леопольд Лайер (словен. Leopold Layer; 1752 — 1828) — словенский художник. Считается одним из последних художников стиля барокко на территории современной Словении.

## Биография

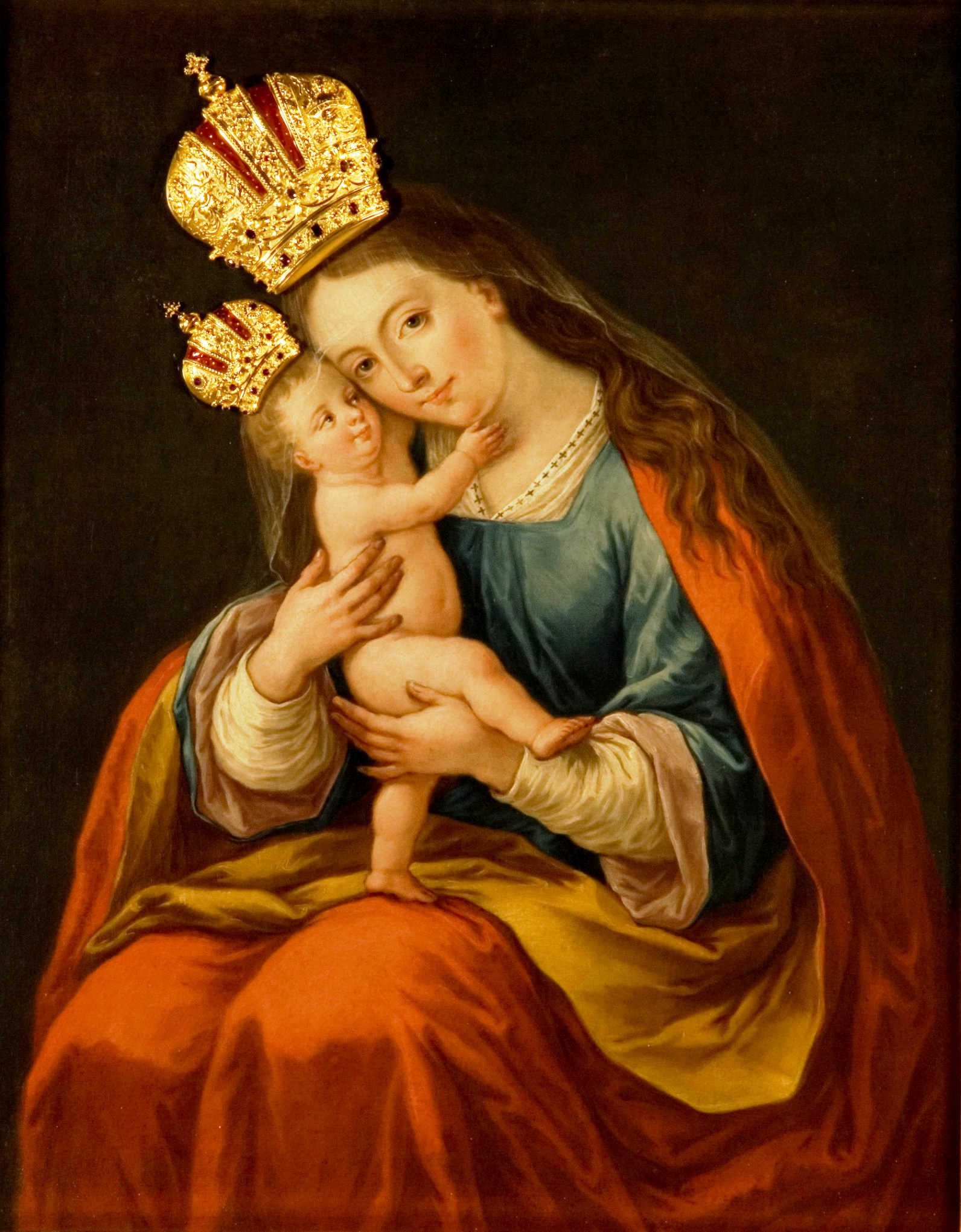
Леопольд Лайер: Marija Pomagaj (Brezjanska Marija, около 1814 года).

Родился  20 ноября 1752 года в городе Крань в семье резчика Марко Лайера (словен. Marko Layer).
От отца получил первые уроки рисования, был самоучкой. Для развития художественных навыков использовал гравюры немецких и итальянских художников в качестве примера. После смерти отца в 1808 году — Леопольд возглавил семейную художественную мастерскую.
За свою долгую творческую жизнь, продолжавшуюся 50 лет, писал картины маслом, создавал фрески и витражи для многих церквей. Среди светских его работ самыми известными являются автопортрет с женой и семейный портрет хирурга Гейне.
Умер 12 апреля 1828 года в городе Крань.